# Islote Atalaya
Die Islote Atalaya (spanisch für „Aussichtsinsel“; in Chile Islote Colin) ist eine 175 m lange Insel im Palmer-Archipel vor der Westküste der Antarktischen Halbinsel. In der Gruppe der Melchior-Inseln liegt sie 175 m östlich des östlichen Ausläufers der Etainsel.
Argentinische Wissenschaftler kartierten und benannten sie 1947. Namensgebend ist die besondere Aussicht, die sich von hier auf die Küste der benachbarten Brabant-Insel bietet. Chilenische Wissenschaftler benannten sie dagegen nach Antonio Colin Paredes, Besatzungsmitglied der Yelcho bei der 1916 durchgeführten Rettung der auf Elephant Island gestrandeten Teilnehmer der Endurance-Expedition (1914–1917) des britischen Polarforschers Ernest Shackleton.